# Hannibal Weitzmann
Hannibal David Weitzmann (* 25. September 1995 in Berlin) ist ein deutscher Eishockeytorwart, der seit Juni 2023 bei den Grizzlys Wolfsburg aus der Deutschen Eishockey Liga (DEL) unter Vertrag steht. Zuvor war Weitzmann bereits drei Jahre für die Kölner Haie sowie zwei Spielzeiten für die Iserlohn Roosters in der DEL aktiv.

## Karriere

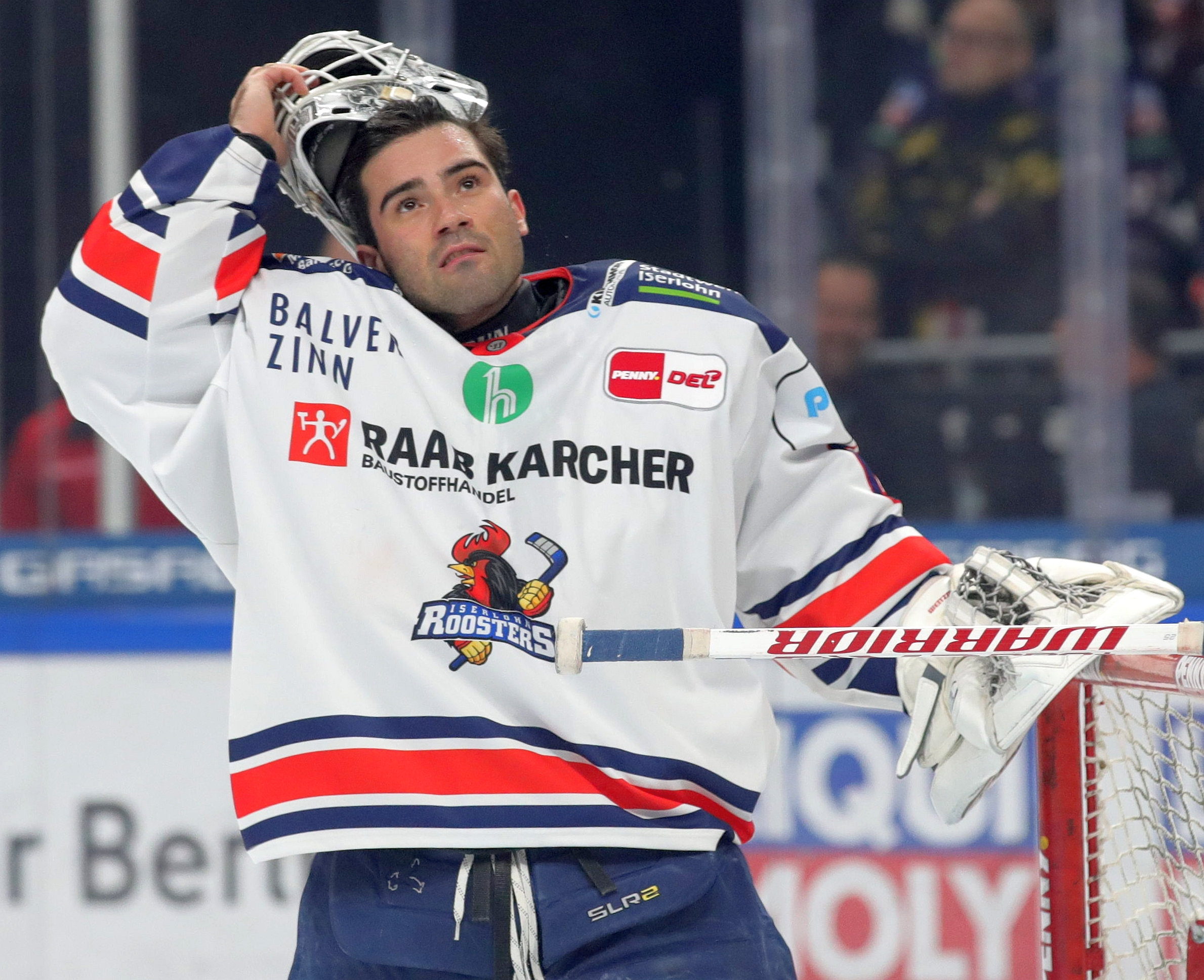
Weitzmann im Trikot der Iserlohn Roosters (2022)

Hannibal Weitzmann wurde in Berlin geboren, begann seine Eishockeykarriere im Nachwuchsbereich der Kölner Haie und durchlief beim KEC ab den Bambini alle Altersklassen. Im Jahr 2010 belegte der Torwart mit der KEC-Schülermannschaft den dritten Platz bei den Deutschen Meisterschaften. In der Folge spielte Weitzmann für den KEC in der Deutschen Nachwuchsliga (DNL), ehe er zu den Starbulls Rosenheim wechselte, für die er bis 2015 in der DNL auflief. Anschließend kehrte er zu den Haien zurück, wo er als Ersatzmann von Gustaf Wesslau und Daniar Dshunussow vorgesehen war. Er erhielt jedoch in der Folge keine Einsätze in der DEL, sondern wurde per Förderlizenz bei den Heilbronner Falken in der DEL2 und Moskitos Essen in der drittklassigen Oberliga sowie ab der Spielzeit 2016/17 bei den Dresdner Eislöwen eingesetzt.
Vor der Saison 2017/18 wechselte der Kooperationspartner der Haie, so dass Weitzmann auf Leihbasis bei den Löwen Frankfurt spielte. Im Oktober 2018 debütierte er schließlich für die Kölner Haie in der Deutschen Eishockey Liga (DEL) in einem Spiel gegen die Augsburger Panther und kam bis zum Ende der Saison 2018/19 auf insgesamt sieben Einsätze. In den folgenden zwei Spielzeiten absolvierte er 24 respektive 21 DEL-Partien als Back-up hinter Wesslau und Justin Pogge, ehe er sich zur Saison 2021/22 für einen Wechsel zu den Iserlohn Roosters entschloss. Dort fungierte er zwei Jahre als Torwart neben Andreas Jenike, ehe er sich nach der Saison 2022/23 zu einem abermaligen Vereinswechsel entschied und zu den Grizzlys Wolfsburg wechselte.
Auch in seinem ersten Jahr in Wolfsburg wurde Weitzmann als Ersatzmann eingesetzt und bestritt hinter Dustin Strahlmeier elf Saisoneinsätze in der Hauptrunde, von denen er zehn gewann. Gemessen an seiner Fangquote und seinem Gegentorschnitt wies er in beiden Kategorien die besten statistischen Werte unter allen Torhütern auf.

### International
Nachdem Weitzmann im Juniorenbereich an der World U-17 Hockey Challenge 2012 und der U18-Junioren-Weltmeisterschaft 2013 jeweils als Ersatzmann von Kevin Reich teilgenommen hatte, debütierte der Schlussmann in der Saison 2018/19 in der deutschen Nationalmannschaft in einem Freundschaftsspiel.

## Erfolge und Auszeichnungen
- 2024 Höchste Fangquote und geringster Gegentorschnitt der DEL-Hauptrunde

## Karrierestatistik
Stand: Ende der Saison 2024/25

### International
Vertrat Deutschland bei:
- World U-17 Hockey Challenge 2012
- U18-Junioren-Weltmeisterschaft 2013

(Legende zur Torhüterstatistik: GP oder Sp = Spiele insgesamt; W oder S = Siege; L oder N = Niederlagen; T oder U oder OT = Unentschieden oder Overtime- bzw. Shootout-Niederlage; Min. = Minuten; SOG oder SaT = Schüsse aufs Tor; GA oder GT = Gegentore; SO = Shutouts; GAA oder GTS = Gegentorschnitt; Sv% oder SVS% = Fangquote; EN = Empty Net Goal; 1 Play-downs/Relegation; Kursiv: Statistik nicht vollständig)